# Angolansk litteratur
| Angolansk litteratur |
| --- |
| - Definition – Litteratur kan vara muntliga eller skriftliga berättelser publicerade i Angola. - Historik – Började skrivas på 1800-talet, en av de första författarna var Joaquim Cordeiro. - Språk – Portugisiska eller lokala språk, såsom Umbundu och Kimbundu. |

Angolansk litteratur kan vara muntlig eller skriftlig, på lokala språk eller skriven i Angola på portugisiska. Den moderna litteraturen föddes på 1800-talet, av europeiska invandrare i den dåvarande portugisiska kolonin. 
1910 störtades kungamakten i Portugal och följdes av flera militärkupper. I slutet av 1920-talet blev landet en auktoritär militärdiktatur under Salazar. Detta påverkade litteraturen både i Portugal och i dess kolonier. Den blev mer nationalistisk och satirisk, vilket ledde till att censur infördes.
Från 1950-talet har angolansk litteratur skiljt sig från övrig litteratur på portugisiska och upplevt en litterär blomstringsperiod. Men när inbördeskriget bröt ut 1977, blev det ett allvarligt bakslag för hela kulturlivet. Inte förrän 2002 blev det fred i Angola och angolansk litteratur började bli känt i världen och översättas till flera språk.

## Översikt
Före européernas ankomst till Afrika fanns det bara muntliga berättelser. Portugisiska sjöfarare upptäckte 1483 Kongoflodenoch ett kungarike. Kongoriket sträckte sig från den stora floden och söderut till Bengofloden (mynnar nära nuvarande Luanda i Angola). Portugal utvecklade goda relationer med kung Nzinga Nkuwu. År 1492 anlände två tyska boktryckare och satte upp den första tryckpressen i Mbanza Kongo. När riket fick en ny kung år 1506 tog denna namnet Affonso, efter den
första portugisiske kungen. Han lät döpa sig och ville ta efter européernas bruk. Don Affonso lärde sig läsa och skriva.
Först 1849 trycktes den första boken i det portugisiska Afrika, och den var författad av en angolan. Därefter uppkom en angolansk litteratur med ett afrikanskt perspektiv.

### Modern litteratur
Efter andra världskriget kunde angolaner söka stipendier för vidareutbildning i Portugal. I Lissabon fanns Casa dos Estudantes do Império, CEI. och där träffades studenter från portugisiska kolonier. De första åren på 1950-talet utgav CEI tidskriften Mensagem (Budbäraren). I detta medium debiterade flera angolaner med artiklar och dikter, bland andra Alda Lara och Agostinho Neto. Mensagem blev ett organ för Geração de 50 (generation 50-talet).
År 1963 startade författarna Henrique Abranches (från MPLA) och Pepetela Centro de Estudos Angolanos (Centrum för angolanska Studier) i Algeriet. Båda var aktiva i befrielsekriget och syftet var att dokumentera angolansk kultur och samhälle och att beskriva kampen för Angolas självständighet.
En månad efter självständigheten, 10 december 1975 bildades Föreningen för angolanska författare, UEA med Agostinho Neto som den första ordföranden. Organisationen delar ut ett nationellt litteraturpris. 

### Myter och ordspråk
Muntlig tradition och ordspråk har alltid varit viktiga i Afrika. Många folkslag har sin egen skapelseberättelse. Myterna beskrev också hur samhällen och släkter hade uppstått och deras ursprung. Angolas skapelsemyt kommer från ovimbundu-folket. Ambundu-folket som levde vid kusten i norra Angola berättade ofta om Kalunga, underjordens konung. 
Under senare delen av 1800-talet levde handelsmannen och journalisten Joaquim Cordeiro. På sina resor in i Angola samlade han på ordspråk och gav ut boken Angolanska folkets filosofi och ordspråk. Några exempel på angolanska ordspråk:
Det är resan som är viktig – inte skeppet.
Den verkliga upptäcktsresan börjar när man blir gammal
Ekorren munhuggs inte med elefanten

## Viktigare författare
* – översatta till svenska

### Före 1930
- Alfredo Troni (1845-1904)
- Joaquim Dias Cordeiro Cordeiro (1857-1894)

### Efter 1930
- Henrique Galvão (1895–1970)
- Oscar Ribas (1909–2004)
- Castro Soromenho (1910–68)*
- António Jacinto (1924–1991)
- Uanhenga Xitu (1924–2014)
- Viriato da Cruz (1928–1973)
- Agostinho Neto (1928–1979)*
- Mário Pinto de Andrade (1928–1979)*
- Ernesto Lara (1932–1977)
- Henrique Abranches (1932–2004)
- Antonío Mário (1934–1989)*
- Luandino Vieira (1935–)*
- Pepetela (1941–)*
- Manuel Rui (1941–)*
- Rui Duarte de Carvalho (1941–2010)*
- Jofre Rocha (1941–)*
- José Luis Mendonça (1955–)
- Bothelho de Vasconcelos (1955–)
- José Eduardo Agualusa (1960–)*
- Ondjaki (1977–)*

### Kvinnliga författare[9]
- Maria Archer (1899–1982)
- Lília da Fonseca (1916–1991)
- Maria de Jesus Haller (1923–2006)
- Alda Lara (1930–1962)
- Ana Paula Tavares (1952–)*
- Isabel Ferreira (1958–)

## Galleri

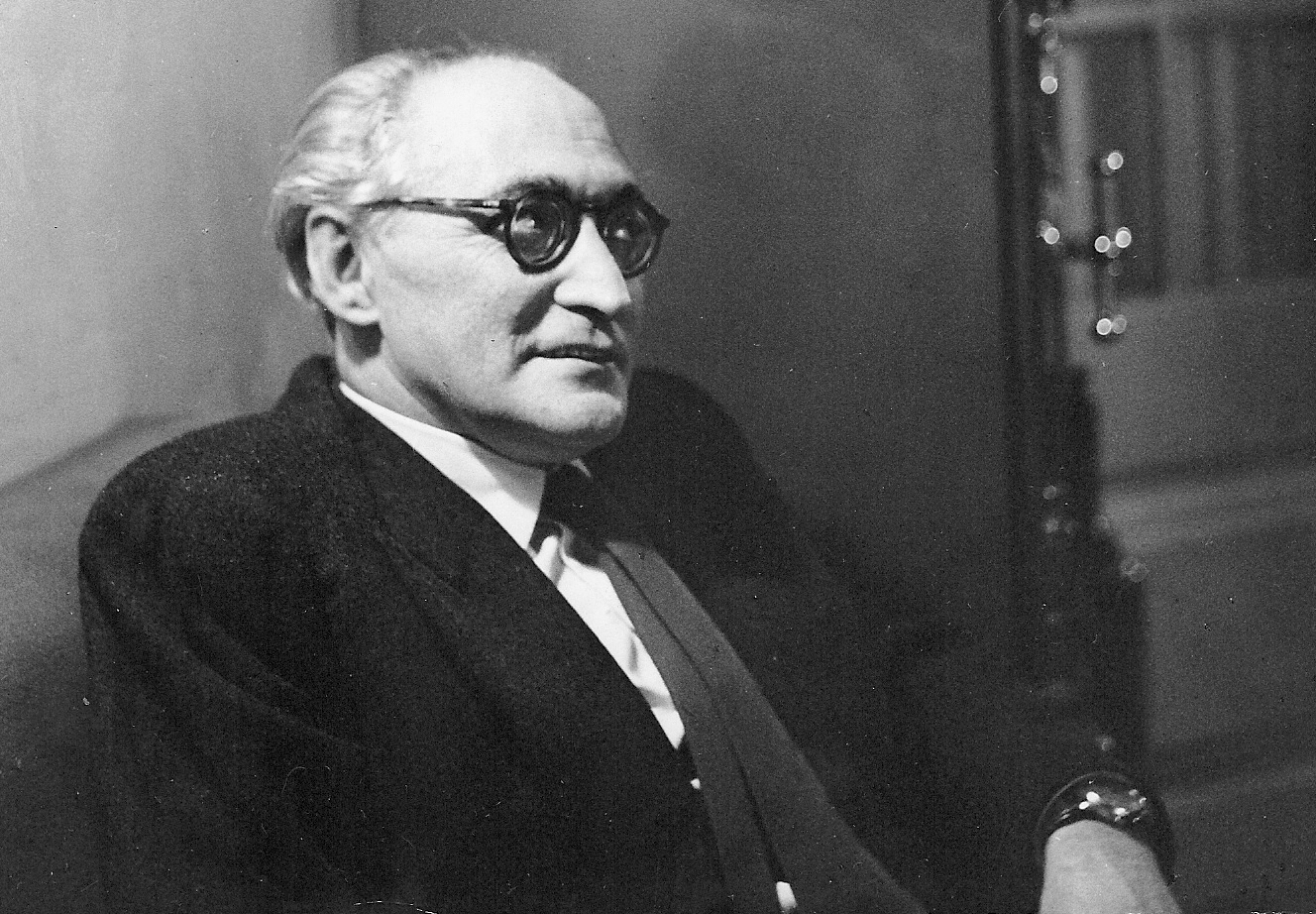
Castro Soromenho
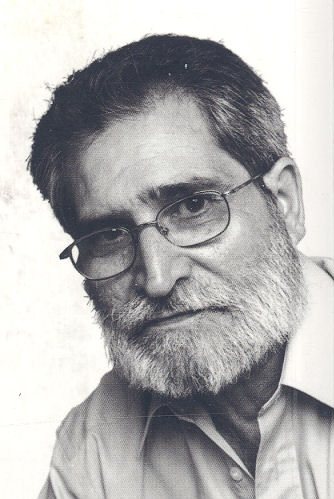
Pepetela
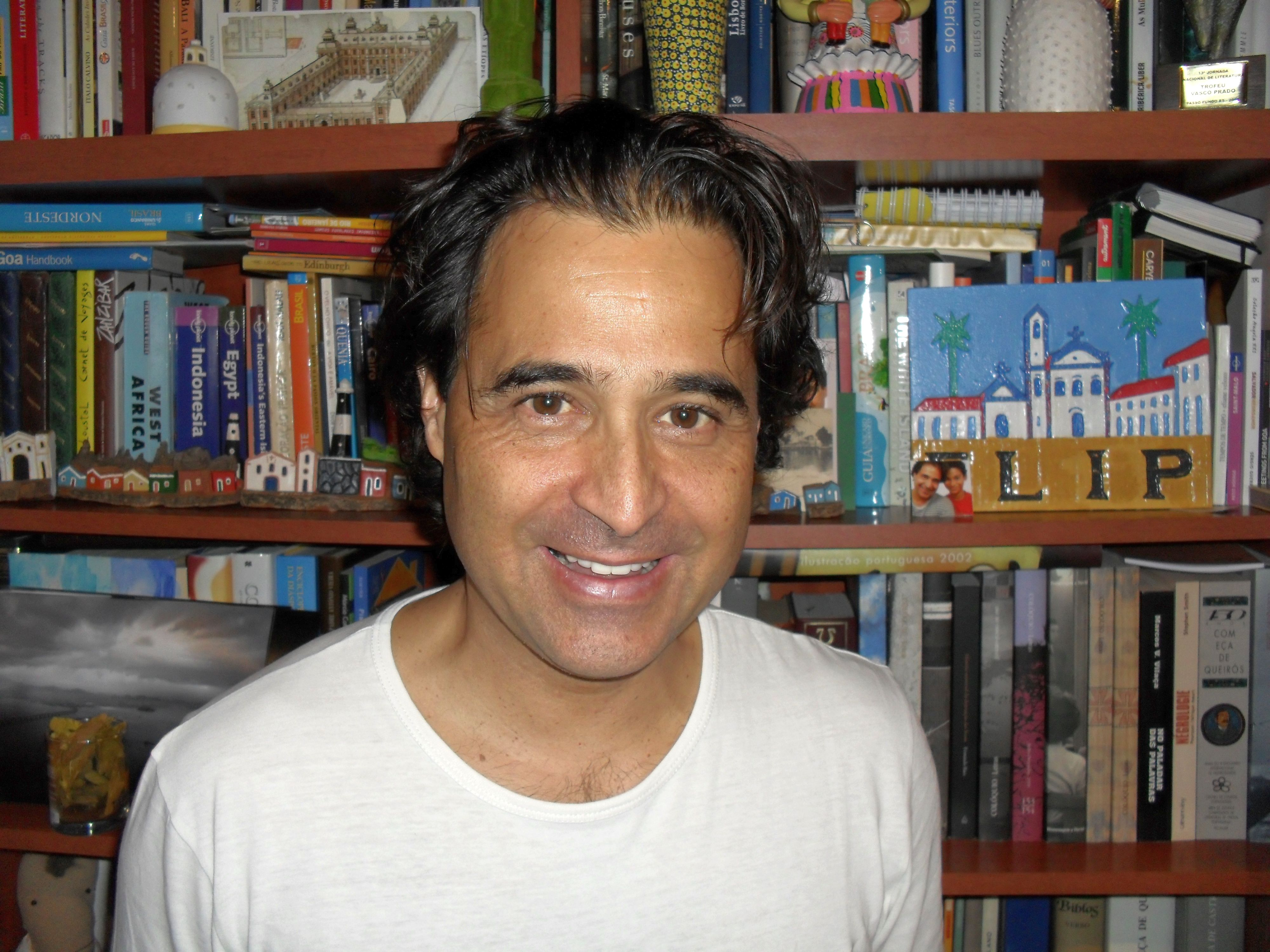
José Eduardo Agualusa
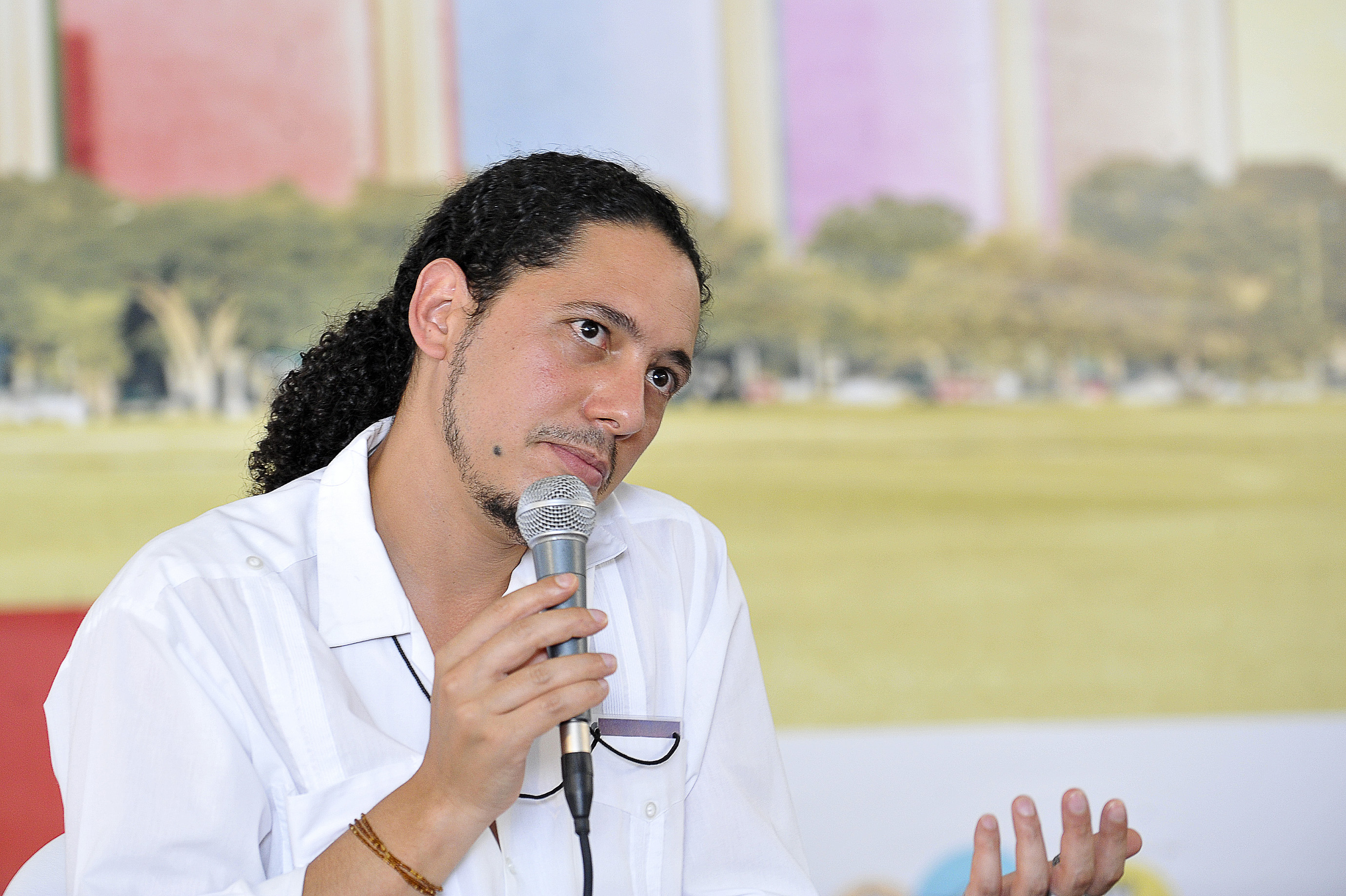
Ondjaki (2012)